# Listes de quasars
Voici des listes de quasars classées selon différents critères.
Les quasars peuvent être nommés selon leur entrée de catalogue sous la forme Qxxxx±yy, établie d'après les coordonnées d'une époque donnée, ou QSO Jxxxx±yyyy d'après l'époque J2000. Le préfixe QSR peut également être utilisé, tout comme SDSS.
Les quasars peuvent également être nommés d'après d'autres catalogues tels le Cambridge Catalogue of Radio Sources (3C et 8C), le CTA, le UKIRT Infrared Deep Sky Survey (ULAS) et le 2dF QSO Redshift Survey (2QZ).

## Par nom
Liste de quasars par nom plutôt que par numéro de catalogue.
| Quasar             | Origines du nom | Notes                                                   |
| ------------------ | --- | ------------------------------------------------------- |
| Quasar Jumeau      | Deux images de ce quasar sont produites par lentille gravitationnelle.                                             |                                                         |
| Croix d'Einstein   | L'effet de lentille gravitationnelle sur ce quasar forme une croix d'Einstein presque parfaite.                    |                                                         |
| Quasar triple (en) | L'effet de lentille gravitationnelle produit trois images du même quasar.                                          | En fait, il y a quatre images. La quatrième est faible. |
| Cloverleaf         | En forme de feuille de trèfle, l'effet de lentille gravitationnelle produit quatre images relativement semblables. |                                                         |

## Par fausse classification
Liste de quasars dont la classification a pu être fausse au cours de l'histoire.
| Nom                  | Origine de la fausse classification                                                 | Notes                                                |
| -------------------- | ----------------------------------------------------------------------------------- | ---------------------------------------------------- |
| BL Lacertae          | Pris pour une variable irrégulière par Cuno Hoffmeister en 1929.                    | Sers d'éponyme pour les objets BL Lacertae.          |
| AP Librae            | Pris pour une variable irrégulière par Martha D. Ashbrook en 1942                   | Auteur d'un rayonnement gamma de très haute énergie. |
| W Comae Berenices    | a d'abord été identifié comme une étoile variable irrégulière par Max Wolf en 1916. | Connu pour ses éclatements de luminosité extrême.    |
| AU Canum Venaticorum |                                                                                     |                                                      |
| IK Aquarius          |                                                                                     |                                                      |
| V809 Herculis        |                                                                                     |                                                      |
| V767 Herculis        |                                                                                     |                                                      |
| DU Ursae Majoris     |                                                                                     |                                                      |
| XX Ceti              |                                                                                     |                                                      |
| X Comae Berenices    |                                                                                     |                                                      |
| V387 Virginis        | Faussement classifié comme une variable de type RR Lyrae.                           |                                                      |
| V755 Herculis        |                                                                                     |                                                      |
| V760 Herculis        |                                                                                     |                                                      |
| V765 Herculis        |                                                                                     |                                                      |
| V763 Herculis        |                                                                                     |                                                      |
| CD Bootis            |                                                                                     |                                                      |
| V700 Herculis        | Faussement classifié comme une variable de type RR Lyrae.                           |                                                      |
| DR Ursae Majoris     |                                                                                     | Blazar de haute énergie.                             |
| BW Tauri             |                                                                                     |                                                      |
| IO Andromedae        |                                                                                     |                                                      |
| GQ Comae Berenices   |                                                                                     |                                                      |
| CC Bootis            |                                                                                     |                                                      |
| V396 Herculis        |                                                                                     |                                                      |
| V752 Herculis        |                                                                                     |                                                      |

## Par lentille gravitationnelle
Liste de quasars présentant de multiples images par effet de lentille gravitationnelle.
| Quasar                           | Nombre d'images | Lentille                                      | Notes |
| -------------------------------- | --------------- | --------------------------------------------- | --- |
| Quasar Jumeau                    | 2               | YGKOW G1                                      | Premier objet sur lequel un effet de lentille gravitationnelle a été observé Troisième rang par séparation entre les images (6″)                              |
| 2QZ J1435+0008 (en)              | 2               |                                               | Quasar présentant la plus grande séparation entre les images (33″)                                                                                            |
| SDSS J1029+2623 (en)             | 3               |                                               | Une séparation de 22,6″ entre les images les plus éloignées,                                                                                                  |
| Quasar triple (en) (PG 1115+080) | 4               |                                               | Deuxième lentille gravitationnelle découverte. D'abord trois images ont été observées. La quatrième, plus pâle, a été découverte plus tard.                   |
| Croix d'Einstein                 | 4               | Huchra's Lens                                 | Première croix d'Einstein découverte. |
| Quasar de RXS J1131-1231         | 4               | Galaxie elliptique de RXS J1131-1231          | RXS J1131-1231 est le nom d'un groupe comprenant le quasar, la galaxie hôte et la lentille. Le tout présente plusieurs effets de lentilles gravitationnelles. |
| Cloverleaf                       | 4               |                                               | Source de CO à grand décalage vers le rouge la plus brillante                                                                                                 |
| SDSS J1004+411 (en)              | 5               | SDSS J1004+4112 (en)                          | Premier cas observé d'un quasar présentant plusieurs images produites par un groupe de galaxies Deuxième plus grande séparation entre les images (15″)        |
| QSO B1359+154 (en)               | 6               | CLASS B1359+154 (en) et trois autres galaxies | Première galaxie observée présentant six images. |
| SDSS J2222+2745 (en)             | 6               | Amas de galaxies situé à z = 0,49             | Troisième quasar observé présentant des déformations par lentille gravitationnelle créée par un amas de galaxies. Le quasar est situé à z = 2,82              |

## Par ligne de visée
Cette liste présente les quasars présents dans une même ligne de visée mais qui n'ont pas de liens physiques.
| Quasars                                                                     | Nombre | Notes  |
| --------------------------------------------------------------------------- | ------ | ------ |
| QSO 1548+115 (en) 4C 11.50 (en) (z = 0,436) QSO B1548+115B (en) (z = 1,901) | 2      | ,      |
| QSO 1146+111 (en)                                                           | 8      | [ 11 ] |
|                                                                             |        |        |

## Par groupe
Liste de quasars multiples, liés physiquement.
| Quasars                                                     | Nombre | Notes                                     |
| ----------------------------------------------------------- | ------ | ----------------------------------------- |
| quasars de SDSS J0841+3921                                  | 4      | Premier quasar quadruple découvert,       |
| LBQS 1429-008 (QQQ 1432-0106)                               | 3      | Premier triplet de quasars (en) découvert |
| QQ2345+007 (en) (Q2345+007) Q2345+007A (en) Q2345+007B (en) | 2      | [ 15 ]                                    |
| QQQ J1519+0627 (en)                                         | 3      | [ 16 ]                                    |

## Par amas
Liste d'amas de quasars (Large Quasar Group, LQG), associés à des filaments galactiques.
| LQG                       | Nombre | Notes |
| ------------------------- | ------ | --- |
| Webster LQG (en) ,(LQG 1) | 5      | Premier amas de quasars découvert. À l'époque de sa découverte, il constituait la plus grande structure connue de l'Univers,. |
| Huge-LQG ,(U1.27)         | 73     | En 2013, il constitue la plus grande structure connue de l'univers observable,                                                |

## Les supraluminiques
Cette liste recense les quasars qui ont des jets qui semblent se déplacer plus rapidement que la lumière. On les nomme parfois « quasars supraluminiques » (superluminal quasars).
| Quasar                                                           | Vitesse | Notes                                                        |
| ---------------------------------------------------------------- | ------- | ------------------------------------------------------------ |
| 3C 279                                                           | 4 c     | Il est le premier quasar du genre qui a été observé,         |
| 3C 179                                                           | 7,6 c   | Cinquième du genre découvert, premier avec des lobes doubles |
| 3C 273                                                           |         | Également le premier quasar identifié                        |
| 3C 216                                                           |         |                                                              |
| 3C 345                                                           |         | ,                                                            |
| 3C 380                                                           |         |                                                              |
| 4C 69.21 , (Q1642+690, QSO B1642+690)                            |         |                                                              |
| 8C 1928+738 , (Q1928+738, QSO J1927+73, Quasar J192748.6+735802) |         |                                                              |
| PKS 0637-752                                                     |         |                                                              |
| QSO B1642+690                                                    |         |                                                              |

Cette liste est dynamique en ce qu'elle évolue régulièrement et ne sera peut-être jamais complète. Vous pouvez la compléter en citant des sources fiables.

## Extrêmes
| Titre                            | Quasar                    | Données                                              | Notes                                                                      |
| -------------------------------- | ------------------------- | ---------------------------------------------------- | -------------------------------------------------------------------------- |
| Plus lumineux vu de la Terre     | 3C 273                    | Magnitude apparente ~ 12,9                           | Magnitude absolue = −26,7                                                  |
| Plus lumineux                    | SMSS J2157−3602           | Magnitude absolue −32,6                              | Sa magnitude absolue est estimée à −30,5                                   |
| Le plus massif                   | TON 618                   | Masse 66 milliards de M☉                             | Possède le plus gros trou noir connu à ce jour avec un rayon de 1300 UA.   |
| Plus forte source radio          | 3C 273                    |                                                      | Également la plus forte source radio du ciel.                              |
| Source la plus variable          | QSO J1819+3845(Q1817+387) |                                                      | Également la source radio extrasolaire la plus variable                    |
| Le plus éloigné                  | ULAS J1342+0928           | z = 7,54                                             | [ 29 ]                                                                     |
| Le radio-bruyant le plus éloigné | QSO J1427+3312            | z = 6,12                                             | Découvert en juin 2008,                                                    |
| blazar / quasar le plus éloigné  | QSO J0906+6930            | z = 5,47                                             |                                                                            |
| Le plus proche                   | 3C 273                    | z = 0,158                                            |                                                                            |
| Le plus énergétique              | PKS 0426-380              | Énergie maximum mesurée à 10 EeV.                    | L'un des seules blazar à être l'auteur de particule-zetta                  |
| À croissance la plus rapide      | SMSS J1144-4308           | Son trou noir absorberait plus d'une M⊕ par seconde. | Sûrement le quasar à la croissance la plus rapide de l'univers observable. |

## Par distance
| Quasar                                                    | Distance  | Notes                                                                           |
| --------------------------------------------------------- | --------- | ------------------------------------------------------------------------------- |
| CXOCDFS J033208.5-274047                                  | z = 7,66  |                                                                                 |
| QSO J0313-1806                                            | z = 7.64  | [ 32 ]                                                                          |
| ULAS J1342+0928                                           | z = 7,54  | Le quasar le plus éloigné de la Terre (Plus de 13,1 milliards d'années-lumière) |
| QSO J1007+2115                                            | z = 7.51  | [ 32 ]                                                                          |
| PSO J145.5964+19.3565                                     | z = 7.092 |                                                                                 |
| ULAS J1120+0641 , (ULAS J112001.48+064124.3)              | z = 7,085 | Le deuxième quasar le plus éloigné. Premier quasar découvert avec z > 7.        |
| HSCS J124353+010038                                       | z = 7.07  |                                                                                 |
| DELS J003836.10-152723.6                                  | z = 7.021 | [ 32 ]                                                                          |
| QSO J0252-0503                                            | z = 7.020 | [ 32 ]                                                                          |
| HSC J235646.33+001747.3                                   | z = 7.01  | [ 32 ]                                                                          |
| SDSS J143416.59+411647.6                                  | z = 7.005 | [ 32 ]                                                                          |
| GN-z7q                                                    | z = 7     |                                                                                 |
| CFHQS J2329-0301 (en) , (CFHQS J232908-030158)            | z = 6,43  | ,                                                                               |
| SDSS J114816.64+525150.3 , (SDSS J1148+5251)              | z = 6,419 | ,                                                                               |
| SDSS J1030+0524 , (SDSSp J103027.10+052455.0)             | z = 6,28  | Premier quasar découvert avec z > 6,.                                           |
| SDSS J104845.05+463718.3 , (QSO J1048+4637QSO J1048+4637) | z = 6,23  | [ 42 ]                                                                          |
| SDSS J162331.81+311200.5 , (QSO J1623+3112)               | z = 6.22  | [ 42 ]                                                                          |
| CFHQS J0033-0125 , (CFHQS J003311-012524)                 | z = 6,13  | [ 35 ]                                                                          |
| SDSS J125051.93+313021.9 , (QSO J1250+3130)               | z = 6,13  | [ 42 ]                                                                          |
| CFHQS J1509-1749 , (CFHQS J150941-174926)                 | z = 6,12  | [ 35 ]                                                                          |
| QSO B1425+3326 / QSO J1427+3312                           | z = 6,12  | ,                                                                               |
| SDSS J160253.98+422824.9 , (QSO J1602+4228)               | z = 6,07  | [ 42 ]                                                                          |
| SDSS J163033.90+401209.6 , (QSO J1630+4012)               | z = 6,05  | [ 42 ]                                                                          |
| CFHQS J1641+3755 , (CFHQS J164121+375520)                 | z = 6,04  | [ 35 ]                                                                          |
| SDSS J113717.73+354956.9 , (QSO J1137+3549)               | z = 6,01  | [ 42 ]                                                                          |
| SDSS J081827.40+172251.8 , (QSO J0818+1722)               | z = 6,00  | [ 42 ]                                                                          |
| SDSS J130608.26+035626.3 , (QSO J1306+0356)               | z = 5,99  | ,                                                                               |

## Par luminosité
| Quasar                   | Magnitude Absolue | Notes  |
| ------------------------ | ----------------- | ------ |
| SMSS J2157-3602          | -32.6             | [ 50 ] |
| APM 08279+5255           | -32.2             |        |
| SDSS J000009.38+135618.4 | -31,6             | [ 51 ] |
| HS 1946+7658             | -31.5             | ,      |
| SBS 1425+606             | -31.5             | [ 54 ] |
| SDSS J222018.50−010147.0 | -31.5             | [ 55 ] |
| HS 1700+6416             | -31.5             | [ 56 ] |
| SDSS J074521.78+473436.2 | -31.5             | ,      |
| S5 0014+81               | -31.5             | ,      |
| SDSS J085543.40-001517.7 | -31.5             | [ 60 ] |